# Spathius festus
Spathius festus är en stekelart som beskrevs av Nixon 1943. Spathius festus ingår i släktet Spathius och familjen bracksteklar. Inga underarter finns listade i Catalogue of Life.